# Campeonato de Primera División D 1979
El Campeonato de Primera División D 1979 fue la vigésimo novena temporada del certamen de la cuarta categoría del fútbol argentino. Se disputó entre el 24 de marzo y el 15 de diciembre de 1979.
Los nuevos participantes fueron Fénix y Liniers, descendidos de la Primera C 1978.
El certamen consagró campeón por primera vez a San Miguel, que obtuvo el único ascenso de la temporada.

## Ascensos y descensos
| Pos. | Ascendidos de la Primera D 1978 |
| ---- | ------------------------------- |
| 1.º  | Piraña                          |

| Pos. | Descendidos de la Primera C 1978 |
| ---- | -------------------------------- |
| 19.º | Fénix                            |
| 20.º | Liniers                          |

## Formato
Los equipos fueron divididos en dos zonas de 10 equipos y una de 11, dentro de las cuales se enfrentaron bajo el sistema de todos contra todos a 2 ruedas.
Los 5 equipos con más puntaje de cada zona clasificaron a una ronda final por el ascenso, en la cual se enfrentaron todos contra todos a una sola rueda.
El equipo con mayor puntaje de esta ronda final se consagró campeón y obtuvo el ascenso.

## Equipos participantes
| Equipo                | Lugar             | Estadio                   |
| --------------------- | ----------------- | ------------------------- |
| Acassuso              | Boulogne Sur Mer  | No posee                  |
| Argentino de Merlo    | Merlo             | No posee                  |
| Atlas                 | General Rodríguez | Ricardo Puga              |
| Brown                 | Adrogué           | Brown de Adrogué          |
| Cañuelas              | Cañuelas          | El Cajón                  |
| Central Ballester     | Villa Ballester   | Italia y Moreno           |
| Centro Español        | Villa Sarmiento   | No posee                  |
| Claypole              | Claypole          | Cesar Luis Menotti        |
| Defensores de Almagro | Balvanera         | No posee                  |
| Defensa y Justicia    | Florencio Varela  | Norberto Tomaghello       |
| Deportivo Laferrere   | Laferrere         | Rodney y Magnasco         |
| Deportivo Paraguayo   | San Telmo         | No posee                  |
| Fénix                 | Colegiales        | No posee                  |
| Ferrocarril Midland   | Libertad          | Ciudad de Libertad        |
| Ferrocarril Urquiza   | Villa Lynch       | Monumental de Villa Lynch |
| General Belgrano      | Tapiales          | No posee                  |
| Ituzaingó             | Ituzaingó         | Ituzaingó                 |
| Liniers               | Liniers           | No posee                  |
| Justo José de Urquiza | Caseros           | Kelsey y Bonifacini       |
| Juventud Unida        | Muñiz             | Franco Muggeri            |
| Leandro N. Alem       | General Rodríguez | Leandro N. Alem           |
| Pilar                 | Pilar             | No posee                  |
| Puerto Nuevo          | Campana           | Municipal de Campana      |
| Sacachispas           | Villa Soldati     | Lacarra y Barros Pazos    |
| San Martín            | Burzaco           | Francisco Boga            |
| San Miguel            | Los Polvorines    | Malvinas Argentinas       |
| Sportivo Barracas     | Barracas          | No posee                  |
| Sportivo Palermo      | Palermo           | No posee                  |
| Victoriano Arenas     | Valentín Alsina   | Saturnino Moure           |
| Villa San Carlos      | Berisso           | Genacio Sálice            |
| Yupanqui              | Villa Lugano      | No posee                  |

### Distribución geográfica de los equipos
| Región                                   | Cant. | Equipos |
| ---------------------------------------- | ----- | --- |
| Conurbano bonaerense                     | 19    | Acassuso, Argentino de Merlo, Brown (A), Central Ballester, Centro Español, Claypole, Defensa y Justicia, Deportivo Laferrere, Ferrocarril Midland, Ferrocarril Urquiza, General Belgrano, Ituzaingó, Justo José de Urquiza, Juventud Unida, Liniers, Pilar, San Martín (B), San Miguel y Victoriano Arenas |
| Ciudad de Buenos Aires                   | 7     | Defensores de Almagro, Deportivo Paraguayo, Fénix, Sacachispas, Sportivo Barracas, Sportivo Palermo y Yupanqui |
| Interior de la provincia de Buenos Aires | 4     | Atlas, Cañuelas, Leandro N. Alem y Puerto Nuevo |
| Gran La Plata                            | 1     | Villa San Carlos |

## Tablas de posiciones

### Zona Norte
| Pos. | Equipo              | Pts. | PJ | PG | PE | PP | GF | GC | Dif. |
| ---- | ------------------- | ---- | -- | -- | -- | -- | -- | -- | ---- |
| 1.º  | San Miguel          | 29   | 18 | 12 | 5  | 1  | 50 | 17 | 33   |
| 2.º  | Ituzaingó           | 27   | 18 | 12 | 3  | 3  | 42 | 23 | 19   |
| 3.º  | Juventud Unida      | 25   | 18 | 9  | 7  | 2  | 38 | 25 | 13   |
| 4.º  | Ferrocarril Midland | 24   | 18 | 11 | 2  | 5  | 47 | 24 | 23   |
| 5.º  | Pilar               | 21   | 18 | 6  | 9  | 3  | 38 | 24 | 14   |
| 6.º  | Puerto Nuevo        | 20   | 18 | 8  | 4  | 6  | 36 | 32 | 4    |
| 7.º  | Leandro N. Alem     | 11   | 18 | 3  | 5  | 10 | 28 | 42 | −14  |
| 8.º  | Atlas               | 11   | 18 | 4  | 3  | 11 | 22 | 44 | −22  |
| 9.º  | Centro Español      | 7    | 18 | 2  | 3  | 13 | 16 | 51 | −35  |
| 10.º | Argentino de Merlo  | 5    | 18 | 1  | 3  | 14 | 16 | 51 | −35  |

|  | Clasificó a la Ronda Final por el Ascenso |

#### Resultados
| Atlas               | 0 - 3 | Leandro N. Alem    | Leandro N. Alem          | 24 de marzo |
| Ferrocarril Midland | 2 - 1 | Pilar              | Ciudad de Libertad       | 24 de marzo |
| Juventud Unida      | 3 - 1 | Argentino de Merlo | Franco Muggeri           | 24 de marzo |
| San Miguel          | 6 - 2 | Ituzaingó          | Malvinas Argentinas      | 24 de marzo |
| Centro Español      | 1 - 1 | Puerto Nuevo       | Pacheco y Mariano Acosta | 24 de marzo |

| Argentino de Merlo | 2 - 2 | Atlas               | Ciudad de Libertad       | 31 de marzo |
| Centro Español     | 0 - 2 | San Miguel          | Pacheco y Mariano Acosta | 31 de marzo |
| Leandro N. Alem    | 1 - 2 | Ferrocarril Midland | Leandro N. Alem          | 31 de marzo |
| Pilar              | 2 - 3 | Ituzaingó           | Franco Muggeri           | 31 de marzo |
| Puerto Nuevo       | 1 - 1 | Juventud Unida      | Municipal de Campana     | 31 de marzo |

| San Miguel          | 1 - 1 | Pilar              | Malvinas Argentinas      | 7 de abril |
| Ituzaingó           | 4 - 1 | Leandro N. Alem    | Pacheco y Mariano Acosta | 7 de abril |
| Ferrocarril Midland | 6 - 0 | Argentino de Merlo | Ciudad de Libertad       | 7 de abril |
| Atlas               | 4 - 3 | Puerto Nuevo       | Ricardo Puga             | 7 de abril |
| Juventud Unida      | 4 - 0 | Centro Español     | Franco Muggeri           | 7 de abril |

| Juventud Unida     | 1 - 2 | San Miguel          | Franco Muggeri           | 14 de abril |
| Centro Español     | 1 - 0 | Atlas               | Pacheco y Mariano Acosta | 14 de abril |
| Puerto Nuevo       | 1 - 0 | Ferrocarril Midland | Municipal de Campana     | 14 de abril |
| Argentino de Merlo | 0 - 3 | Ituzaingó           | Ciudad de Libertad       | 14 de abril |
| Leandro N. Alem    | 0 - 0 | Pilar               | Leandro N. Alem          | 14 de abril |

| San Miguel          | 5 - 1 | Leandro N. Alem    | Malvinas Argentinas      | 21 de abril |
| Pilar               | 3 - 2 | Argentino de Merlo | Franco Muggeri           | 21 de abril |
| Ituzaingó           | 3 - 0 | Puerto Nuevo       | Pacheco y Mariano Acosta | 21 de abril |
| Ferrocarril Midland | 6 - 1 | Centro Español     | Ciudad de Libertad       | 21 de abril |
| Atlas               | 3 - 4 | Juventud Unida     | Ricardo Puga             | 21 de abril |

| Atlas              | 0 - 4 | San Miguel          | Ricardo Puga             | 28 de abril |
| Juventud Unida     | 2 - 2 | Ferrocarril Midland | Franco Muggeri           | 28 de abril |
| Centro Español     | 1 - 3 | Ituzaingó           | Pacheco y Mariano Acosta | 28 de abril |
| Puerto Nuevo       | 1 - 0 | Pilar               | Municipal de Campana     | 28 de abril |
| Argentino de Merlo | 0 - 1 | Leandro N. Alem     | Ciudad de Libertad       | 28 de abril |

| San Miguel          | 5 - 0 | Argentino de Merlo | Malvinas Argentinas      | 5 de mayo |
| Leandro N. Alem     | 2 - 2 | Puerto Nuevo       | Leandro N. Alem          | 5 de mayo |
| Pilar               | 5 - 1 | Centro Español     | Franco Muggeri           | 5 de mayo |
| Ituzaingó           | 0 - 0 | Juventud Unida     | Pacheco y Mariano Acosta | 5 de mayo |
| Ferrocarril Midland | 2 - 1 | Atlas              | Ciudad de Libertad       | 5 de mayo |

| Ferrocarril Midland | 0 - 1 | San Miguel         | Ciudad de Libertad       | 12 de mayo |
| Atlas               | 1 - 5 | Ituzaingó          | Ricardo Puga             | 12 de mayo |
| Juventud Unida      | 1 - 1 | Pilar              | Franco Muggeri           | 12 de mayo |
| Centro Español      | 1 - 1 | Leandro N. Alem    | Pacheco y Mariano Acosta | 12 de mayo |
| Puerto Nuevo        | 3 - 1 | Argentino de Merlo | Municipal de Campana     | 12 de mayo |

| San Miguel         | 3 - 0 | Puerto Nuevo        | Malvinas Argentinas      | 19 de mayo |
| Argentino de Merlo | 4 - 1 | Centro Español      | Ciudad de Libertad       | 19 de mayo |
| Leandro N. Alem    | 2 - 2 | Juventud Unida      | Leandro N. Alem          | 19 de mayo |
| Pilar              | 1 - 1 | Atlas               | Franco Muggeri           | 19 de mayo |
| Ituzaingó          | 2 - 0 | Ferrocarril Midland | Pacheco y Mariano Acosta | 19 de mayo |

| Ituzaingó          | 0 - 2 | San Miguel          | Pacheco y Mariano Acosta | 25 de mayo |
| Pilar              | 1 - 1 | Ferrocarril Midland | Franco Muggeri           | 25 de mayo |
| Leandro N. Alem    | 2 - 3 | Atlas               | Leandro N. Alem          | 25 de mayo |
| Argentino de Merlo | 0 - 1 | Juventud Unida      | Ciudad de Libertad       | 25 de mayo |
| Puerto Nuevo       | 4 - 1 | Centro Español      | Municipal de Campana     | 25 de mayo |

| San Miguel          | 4 - 0 | Centro Español     | Malvinas Argentinas      | 2 de junio |
| Juventud Unida      | 2 - 1 | Puerto Nuevo       | Franco Muggeri           | 2 de junio |
| Atlas               | 2 - 0 | Argentino de Merlo | Ricardo Puga             | 2 de junio |
| Ferrocarril Midland | 5 - 1 | Leandro N. Alem    | Ciudad de Libertad       | 2 de junio |
| Ituzaingó           | 1 - 1 | Pilar              | Pacheco y Mariano Acosta | 2 de junio |

| Pilar              | 3 - 3 | San Miguel          | Franco Muggeri           | 9 de junio |
| Leandro N. Alem    | 1 - 2 | Ituzaingó           | Leandro N. Alem          | 9 de junio |
| Argentino de Merlo | 2 - 4 | Ferrocarril Midland | Ciudad de Libertad       | 9 de junio |
| Puerto Nuevo       | 3 - 0 | Atlas               | Municipal de Campana     | 9 de junio |
| Centro Español     | 1 - 3 | Juventud Unida      | Pacheco y Mariano Acosta | 9 de junio |

| San Miguel          | 3 - 3 | Juventud Unida     | Malvinas Argentinas      | 16 de junio |
| Atlas               | 3 - 2 | Centro Español     | Ricardo Puga             | 16 de junio |
| Ferrocarril Midland | 5 - 0 | Puerto Nuevo       | Ciudad de Libertad       | 16 de junio |
| Ituzaingó           | 1 - 0 | Argentino de Merlo | Pacheco y Mariano Acosta | 16 de junio |
| Pilar               | 4 - 1 | Leandro N. Alem    | Franco Muggeri           | 16 de junio |

| Leandro N. Alem    | 3 - 4 | San Miguel          | Leandro N. Alem          | 24 de junio |
| Argentino de Merlo | 0 - 5 | Pilar               | Ciudad de Libertad       | 24 de junio |
| Puerto Nuevo       | 2 - 2 | Ituzaingó           | Municipal de Campana     | 24 de junio |
| Centro Español     | 0 - 1 | Ferrocarril Midland | Pacheco y Mariano Acosta | 24 de junio |
| Juventud Unida     | 2 - 0 | Atlas               | Franco Muggeri           | 24 de junio |

| San Miguel          | 0 - 0 | Atlas              | Malvinas Argentinas      | 30 de junio |
| Ferrocarril Midland | 3 - 2 | Juventud Unida     | Ciudad de Libertad       | 30 de junio |
| Ituzaingó           | 5 - 2 | Centro Español     | Pacheco y Mariano Acosta | 30 de junio |
| Pilar               | 4 - 2 | Puerto Nuevo       | Franco Muggeri           | 30 de junio |
| Leandro N. Alem     | 2 - 2 | Argentino de Merlo | Leandro N. Alem          | 30 de junio |

| Argentino de Merlo | 0 - 0 | San Miguel          | Ciudad de Libertad       | 7 de julio |
| Puerto Nuevo       | 2 - 0 | Leandro N. Alem     | Municipal de Campana     | 7 de julio |
| Centro Español     | 1 - 1 | Pilar               | Pacheco y Mariano Acosta | 7 de julio |
| Juventud Unida     | 2 - 1 | Ituzaingó           | Franco Muggeri           | 7 de julio |
| Atlas              | 1 - 5 | Ferrocarril Midland | Ricardo Puga             | 7 de julio |

| San Miguel         | 4 - 1 | Ferrocarril Midland | Malvinas Argentinas      | 14 de julio |
| Ituzaingó          | 2 - 0 | Atlas               | Pacheco y Mariano Acosta | 14 de julio |
| Pilar              | 2 - 2 | Juventud Unida      | Franco Muggeri           | 14 de julio |
| Leandro N. Alem    | 4 - 1 | Centro Español      | Leandro N. Alem          | 14 de julio |
| Argentino de Merlo | 2 - 8 | Puerto Nuevo        | Ciudad de Libertad       | 14 de julio |

| Puerto Nuevo        | 2 - 1 | San Miguel         | Municipal de Campana     | 21 de julio |
| Centro Español      | 1 - 0 | Argentino de Merlo | Pacheco y Mariano Acosta | 21 de julio |
| Juventud Unida      | 3 - 2 | Leandro N. Alem    | Franco Muggeri           | 21 de julio |
| Atlas               | 1 - 3 | Pilar              | Ricardo Puga             | 21 de julio |
| Ferrocarril Midland | 2 - 3 | Ituzaingó          | Ciudad de Libertad       | 21 de julio |

### Zona Centro
| Pos. | Equipo                | Pts. | PJ | PG | PE | PP | GF | GC | Dif. |
| ---- | --------------------- | ---- | -- | -- | -- | -- | -- | -- | ---- |
| 1.º  | Acassuso              | 30   | 20 | 14 | 4  | 2  | 53 | 25 | 28   |
| 2.º  | Liniers               | 30   | 20 | 14 | 2  | 4  | 43 | 26 | 17   |
| 3.º  | Sacachispas           | 26   | 20 | 11 | 4  | 5  | 53 | 37 | 16   |
| 4.º  | Fénix                 | 26   | 20 | 12 | 2  | 6  | 41 | 32 | 9    |
| 5.º  | J.J. Urquiza          | 23   | 20 | 8  | 7  | 5  | 32 | 25 | 7    |
| 6.º  | Sportivo Barracas     | 20   | 20 | 8  | 4  | 8  | 53 | 39 | 14   |
| 7.º  | Sportivo Palermo      | 19   | 20 | 9  | 1  | 10 | 37 | 46 | −9   |
| 8.º  | Central Ballester     | 15   | 20 | 5  | 5  | 10 | 32 | 42 | −10  |
| 9.º  | Ferrocarril Urquiza   | 13   | 20 | 5  | 3  | 12 | 25 | 44 | −19  |
| 10.º | Deportivo Paraguayo   | 12   | 20 | 5  | 2  | 13 | 21 | 41 | −20  |
| 11.º | Defensores de Almagro | 4    | 20 | 0  | 4  | 16 | 26 | 59 | −33  |

|  | Clasificó a la Ronda Final por el Ascenso |

#### Resultados
| Acassuso              | 4 - 3 | Defensores de Almagro | Italia y Moreno           | 24 de marzo |
| Deportivo Paraguayo   | 3 - 4 | Sportivo Palermo      | Lacarra y Barros Pazos    | 24 de marzo |
| Justo José de Urquiza | 1 - 1 | Sacachispas           | Kelsey y Bonifacini       | 24 de marzo |
| Ferrocarril Urquiza   | 1 - 5 | Central Ballester     | Monumental de Villa Lynch | 24 de marzo |
| Liniers               | 2 - 4 | Fénix                 | Francisco Urbano          | 24 de marzo |

| Fénix                 | 2 - 1 | Ferrocarril Urquiza   | Pampa y Miñones           | 31 de marzo |
| Central Ballester     | 1 - 1 | Justo José de Urquiza | Italia y Moreno           | 31 de marzo |
| Sacachispas           | 8 - 2 | Deportivo Paraguayo   | Lacarra y Barros Pazos    | 31 de marzo |
| Sportivo Palermo      | 2 - 5 | Acassuso              | Kelsey y Bonifacini       | 31 de marzo |
| Defensores de Almagro | 2 - 2 | Sportivo Barracas     | Monumental de Villa Lynch | 31 de marzo |

| Sportivo Barracas     | 2 - 2 | Sportivo Palermo  | Olavarría y Luna          | 7 de abril |
| Acassuso              | 4 - 2 | Sacachispas       | Italia y Moreno           | 7 de abril |
| Deportivo Paraguayo   | 1 - 1 | Central Ballester | Lacarra y Barros Pazos    | 7 de abril |
| Justo José de Urquiza | 4 - 2 | Fénix             | Kelsey y Bonifacini       | 7 de abril |
| Ferrocarril Urquiza   | 1 - 2 | Liniers           | Monumental de Villa Lynch | 7 de abril |

| Liniers           | 0 - 2 | Justo José de Urquiza | Francisco Urbano       | 14 de abril |
| Fénix             | 1 - 0 | Deportivo Paraguayo   | Pampa y Miñones        | 14 de abril |
| Central Ballester | 1 - 3 | Acassuso              | Italia y Moreno        | 14 de abril |
| Sacachispas       | 4 - 3 | Sportivo Barracas     | Lacarra y Barros Pazos | 14 de abril |
| Sportivo Palermo  | 5 - 1 | Defensores de Almagro | Kelsey y Bonifacini    | 14 de abril |

| Defensores de Almagro | 1 - 2 | Sacachispas         | Monumental de Villa Lynch | 21 de abril |
| Sportivo Barracas     | 5 - 2 | Central Ballester   | Olavarría y Luna          | 21 de abril |
| Acassuso              | 3 - 1 | Fénix               | Italia y Moreno           | 21 de abril |
| Deportivo Paraguayo   | 0 - 1 | Liniers             | Lacarra y Barros Pazos    | 21 de abril |
| Justo José de Urquiza | 0 - 0 | Ferrocarril Urquiza | Kelsey y Bonifacini       | 21 de abril |

| Ferrocarril Urquiza | 0 - 1 | Deportivo Paraguayo   | Monumental de Villa Lynch | 28 de abril |
| Liniers             | 1 - 1 | Acassuso              | Francisco Urbano          | 28 de abril |
| Fénix               | 2 - 1 | Sportivo Barracas     | Pampa y Miñones           | 28 de abril |
| Central Ballester   | 4 - 2 | Defensores de Almagro | Italia y Moreno           | 28 de abril |
| Sacachispas         | 5 - 0 | Sportivo Palermo      | Lacarra y Barros Pazos    | 28 de abril |

| Sportivo Palermo      | 2 - 1 | Central Ballester     | Kelsey y Bonifacini       | 5 de mayo |
| Defensores de Almagro | 1 - 1 | Fénix                 | Monumental de Villa Lynch | 5 de mayo |
| Sportivo Barracas     | 3 - 0 | Liniers               | Olavarría y Luna          | 5 de mayo |
| Acassuso              | 3 - 1 | Ferrocarril Urquiza   | Italia y Moreno           | 5 de mayo |
| Deportivo Paraguayo   | 2 - 1 | Justo José de Urquiza | Lacarra y Barros Pazos    | 5 de mayo |

| Justo José de Urquiza | 2 - 1 | Acassuso              | Kelsey y Bonifacini       | 12 de mayo |
| Ferrocarril Urquiza   | 3 - 2 | Sportivo Barracas     | Monumental de Villa Lynch | 12 de mayo |
| Liniers               | 5 - 1 | Defensores de Almagro | Francisco Urbano          | 12 de mayo |
| Fénix                 | 2 - 1 | Sportivo Palermo      | Pampa y Miñones           | 12 de mayo |
| Central Ballester     | 1 - 2 | Sacachispas           | Italia y Moreno           | 12 de mayo |

| Sacachispas           | 5 - 4 | Fénix                 | Lacarra y Barros Pazos    | 19 de mayo |
| Sportivo Palermo      | 2 - 3 | Liniers               | Kelsey y Bonifacini       | 19 de mayo |
| Defensores de Almagro | 1 - 1 | Ferrocarril Urquiza   | Monumental de Villa Lynch | 19 de mayo |
| Sportivo Barracas     | 0 - 1 | Justo José de Urquiza | Olavarría y Luna          | 19 de mayo |
| Acassuso              | 1 - 0 | Deportivo Paraguayo   | Italia y Moreno           | 19 de mayo |

| Deportivo Paraguayo   | 0 - 1 | Sportivo Barracas     | Lacarra y Barros Pazos    | 25 de mayo |
| Justo José de Urquiza | 2 - 1 | Defensores de Almagro | Kelsey y Bonifacini       | 25 de mayo |
| Ferrocarril Urquiza   | 3 - 2 | Sportivo Palermo      | Monumental de Villa Lynch | 25 de mayo |
| Liniers               | 3 - 2 | Sacachispas           | Francisco Urbano          | 25 de mayo |
| Fénix                 | 5 - 1 | Central Ballester     | Pampa y Miñones           | 25 de mayo |

| Central Ballester     | 1 - 2 | Liniers               | Italia y Moreno           | 2 de junio |
| Sacachispas           | 3 - 1 | Ferrocarril Urquiza   | Lacarra y Barros Pazos    | 2 de junio |
| Sportivo Palermo      | 2 - 1 | Justo José de Urquiza | Kelsey y Bonifacini       | 2 de junio |
| Defensores de Almagro | 1 - 2 | Deportivo Paraguayo   | Monumental de Villa Lynch | 2 de junio |
| Sportivo Barracas     | 2 - 0 | Acassuso              | Olavarría y Luna          | 2 de junio |

| Defensores de Almagro | 1 - 4 | Acassuso              | Monumental de Villa Lynch | 9 de junio |
| Sportivo Palermo      | 2 - 0 | Deportivo Paraguayo   | Kelsey y Bonifacini       | 9 de junio |
| Sacachispas           | 1 - 1 | Justo José de Urquiza | Lacarra y Barros Pazos    | 9 de junio |
| Central Ballester     | 2 - 1 | Ferrocarril Urquiza   | Italia y Moreno           | 9 de junio |
| Fénix                 | 2 - 3 | Liniers               | Pampa y Miñones           | 9 de junio |

| Ferrocarril Urquiza   | 2 - 1 | Fénix                 | Monumental de Villa Lynch | 16 de junio |
| Justo José de Urquiza | 1 - 1 | Central Ballester     | Kelsey y Bonifacini       | 16 de junio |
| Deportivo Paraguayo   | 0 - 1 | Sacachispas           | Lacarra y Barros Pazos    | 16 de junio |
| Acassuso              | 4 - 0 | Sportivo Palermo      | Italia y Moreno           | 16 de junio |
| Sportivo Barracas     | 4 - 1 | Defensores de Almagro | Olavarría y Luna          | 16 de junio |

| Sportivo Palermo  | 2 - 6 | Sportivo Barracas     | Kelsey y Bonifacini    | 24 de junio |
| Sacachispas       | 2 - 2 | Acassuso              | Lacarra y Barros Pazos | 24 de junio |
| Central Ballester | 2 - 2 | Deportivo Paraguayo   | Italia y Moreno        | 24 de junio |
| Fénix             | 2 - 0 | Justo José de Urquiza | Pampa y Miñones        | 24 de junio |
| Liniers           | 2 - 1 | Ferrocarril Urquiza   | Francisco Urbano       | 24 de junio |

| Justo José de Urquiza | 2 - 3 | Liniers           | Kelsey y Bonifacini       | 30 de junio |
| Deportivo Paraguayo   | 1 - 2 | Fénix             | Lacarra y Barros Pazos    | 30 de junio |
| Acassuso              | 2 - 0 | Central Ballester | Italia y Moreno           | 30 de junio |
| Sportivo Barracas     | 3 - 3 | Sacachispas       | Olavarría y Luna          | 30 de junio |
| Defensores de Almagro | 0 - 1 | Sportivo Palermo  | Monumental de Villa Lynch | 30 de junio |

| Sacachispas         | 4 - 2 | Defensores de Almagro | Lacarra y Barros Pazos    | 7 de julio |
| Central Ballester   | 3 - 2 | Sportivo Barracas     | Italia y Moreno           | 7 de julio |
| Fénix               | 1 - 3 | Acassuso              | Pampa y Miñones           | 7 de julio |
| Liniers             | 4 - 0 | Deportivo Paraguayo   | Francisco Urbano          | 7 de julio |
| Ferrocarril Urquiza | 0 - 1 | Justo José de Urquiza | Monumental de Villa Lynch | 7 de julio |

| Deportivo Paraguayo   | 2 - 0 | Ferrocarril Urquiza | Lacarra y Barros Pazos    | 14 de julio |
| Acassuso              | 2 - 1 | Liniers             | Italia y Moreno           | 14 de julio |
| Sportivo Barracas     | 0 - 0 | Fénix               | Olavarría y Luna          | 14 de julio |
| Defensores de Almagro | 2 - 4 | Central Ballester   | Monumental de Villa Lynch | 14 de julio |
| Sportivo Palermo      | 0 - 3 | Sacachispas         | Kelsey y Bonifacini       | 14 de julio |

| Central Ballester     | 0 - 3 | Sportivo Palermo      | Italia y Moreno           | 21 de julio |
| Fénix                 | 3 - 1 | Defensores de Almagro | Pampa y Miñones           | 21 de julio |
| Liniers               | 3 - 1 | Sportivo Barracas     | Francisco Urbano          | 21 de julio |
| Ferrocarril Urquiza   | 1 - 1 | Acassuso              | Monumental de Villa Lynch | 21 de julio |
| Justo José de Urquiza | 3 - 0 | Deportivo Paraguayo   | Kelsey y Bonifacini       | 21 de julio |

| Acassuso              | 2 - 2 | Justo José de Urquiza | Italia y Moreno           | 28 de julio |
| Sportivo Barracas     | 8 - 1 | Ferrocarril Urquiza   | Olavarría y Luna          | 28 de julio |
| Defensores de Almagro | 1 - 3 | Liniers               | Monumental de Villa Lynch | 28 de julio |
| Sportivo Palermo      | 1 - 2 | Fénix                 | Kelsey y Bonifacini       | 28 de julio |
| Sacachispas           | 3 - 1 | Central Ballester     | Lacarra y Barros Pazos    | 28 de julio |

| Fénix                 | 2 - 1 | Sacachispas           | Pampa y Miñones           | 4 de agosto |
| Liniers               | 2 - 0 | Sportivo Palermo      | Francisco Urbano          | 4 de agosto |
| Ferrocarril Urquiza   | 3 - 2 | Defensores de Almagro | Monumental de Villa Lynch | 4 de agosto |
| Justo José de Urquiza | 4 - 2 | Sportivo Barracas     | Kelsey y Bonifacini       | 4 de agosto |
| Deportivo Paraguayo   | 0 - 3 | Acassuso              | Lacarra y Barros Pazos    | 4 de agosto |

| Sportivo Barracas     | 4 - 1 | Deportivo Paraguayo   | Olavarría y Luna          | 11 de agosto |
| Defensores de Almagro | 1 - 1 | Justo José de Urquiza | Monumental de Villa Lynch | 11 de agosto |
| Sportivo Palermo      | 3 - 1 | Ferrocarril Urquiza   | Kelsey y Bonifacini       | 11 de agosto |
| Sacachispas           | 0 - 3 | Liniers               | Lacarra y Barros Pazos    | 11 de agosto |
| Central Ballester     | 1 - 2 | Fénix                 | Italia y Moreno           | 11 de agosto |

| Liniers               | 0 - 0 | Central Ballester     | Francisco Urbano          | 18 de agosto |
| Ferrocarril Urquiza   | 3 - 1 | Sacachispas           | Monumental de Villa Lynch | 18 de agosto |
| Justo José de Urquiza | 2 - 3 | Sportivo Palermo      | Kelsey y Bonifacini       | 18 de agosto |
| Deportivo Paraguayo   | 4 - 1 | Defensores de Almagro | Lacarra y Barros Pazos    | 18 de agosto |
| Acassuso              | 5 - 2 | Sportivo Barracas     | Italia y Moreno           | 18 de agosto |

### Zona Sur
| Pos. | Equipo                | Pts. | PJ | PG | PE | PP | GF | GC  | Dif. |
| ---- | --------------------- | ---- | -- | -- | -- | -- | -- | --- | ---- |
| 1.º  | Claypole              | 30   | 18 | 13 | 4  | 1  | 37 | 15  | 22   |
| 2.º  | Yupanqui              | 29   | 18 | 13 | 3  | 2  | 53 | 15  | 38   |
| 3.º  | Brown de Adrogué      | 22   | 18 | 9  | 4  | 5  | 46 | 19  | 27   |
| 4.º  | Villa San Carlos      | 20   | 18 | 8  | 4  | 6  | 46 | 29  | 17   |
| 5.º  | Deportivo Laferrere   | 20   | 18 | 8  | 4  | 6  | 43 | 31  | 12   |
| 6.º  | Cañuelas              | 18   | 18 | 7  | 4  | 7  | 33 | 22  | 11   |
| 7.º  | Defensa y Justicia    | 16   | 18 | 5  | 6  | 7  | 31 | 24  | 7    |
| 8.º  | San Martín de Burzaco | 14   | 18 | 6  | 2  | 10 | 29 | 41  | −12  |
| 9.º  | Victoriano Arenas     | 6    | 18 | 2  | 2  | 14 | 20 | 58  | −38  |
| 10.º | General Belgrano      | 5    | 18 | 2  | 1  | 15 | 21 | 105 | −84  |

|  | Clasificó a la Ronda Final por el Ascenso |

#### Resultados
| Victoriano Arenas     | 0 - 3 | Brown de Adrogué    | Saturnino Moure              | 24 de marzo |
| Defensa y Justicia    | 2 - 2 | Deportivo Laferrere | Gral. Don José de San Martín | 24 de marzo |
| Cañuelas              | 0 - 5 | Yupanqui            | El Cajón                     | 24 de marzo |
| General Belgrano      | 1 - 2 | Claypole            | Rodney y Magnasco            | 24 de marzo |
| San Martín de Burzaco | 3 - 1 | Villa San Carlos    | Francisco Boga               | 24 de marzo |

| San Martín de Burzaco | 2 - 2 | Victoriano Arenas  | Francisco Boga         | 31 de marzo |
| Villa San Carlos      | 8 - 0 | General Belgrano   | Genacio Sálice         | 31 de marzo |
| Claypole              | 2 - 1 | Cañuelas           | César Luis Menotti     | 31 de marzo |
| Yupanqui              | 5 - 1 | Defensa y Justicia | Lacarra y Barros Pazos | 31 de marzo |
| Deportivo Laferrere   | 2 - 2 | Brown de Adrogué   | Rodney y Magnasco      | 31 de marzo |

| Victoriano Arenas  | 4 - 0 | Deportivo Laferrere   | Saturnino Moure              | 7 de abril |
| Brown de Adrogué   | 0 - 1 | Yupanqui              | Brown de Adrogué             | 7 de abril |
| Defensa y Justicia | 1 - 1 | Claypole              | Gral. Don José de San Martín | 7 de abril |
| Cañuelas           | 1 - 1 | Villa San Carlos      | El Cajón                     | 7 de abril |
| General Belgrano   | 1 - 8 | San Martín de Burzaco | Rodney y Magnasco            | 7 de abril |

| General Belgrano      | 1 - 0 | Victoriano Arenas   | Rodney y Magnasco      | 14 de abril |
| San Martín de Burzaco | 1 - 0 | Cañuelas            | Francisco Boga         | 14 de abril |
| Villa San Carlos      | 2 - 0 | Defensa y Justicia  | Genacio Sálice         | 14 de abril |
| Claypole              | 1 - 1 | Brown de Adrogué    | César Luis Menotti     | 14 de abril |
| Yupanqui              | 5 - 0 | Deportivo Laferrere | Lacarra y Barros Pazos | 14 de abril |

| Victoriano Arenas   | 3 - 6 | Yupanqui              | Saturnino Moure              | 21 de abril |
| Deportivo Laferrere | 1 - 2 | Claypole              | Rodney y Magnasco            | 21 de abril |
| Brown de Adrogué    | 2 - 2 | Villa San Carlos      | Brown de Adrogué             | 21 de abril |
| Defensa y Justicia  | 0 - 0 | San Martín de Burzaco | Gral. Don José de San Martín | 21 de abril |
| Cañuelas            | 7 - 0 | General Belgrano      | El Cajón                     | 21 de abril |

| Cañuelas              | 3 - 0 | Victoriano Arenas   | El Cajón           | 28 de abril |
| General Belgrano      | 1 - 7 | Defensa y Justicia  | Rodney y Magnasco  | 28 de abril |
| San Martín de Burzaco | 0 - 1 | Brown de Adrogué    | Francisco Boga     | 28 de abril |
| Villa San Carlos      | 3 - 2 | Deportivo Laferrere | Genacio Sálice     | 28 de abril |
| Claypole              | 3 - 3 | Yupanqui            | César Luis Menotti | 28 de abril |

| Victoriano Arenas   | 0 - 1 | Claypole              | Saturnino Moure              | 5 de mayo |
| Yupanqui            | 1 - 0 | Villa San Carlos      | Lacarra y Barros Pazos       | 5 de mayo |
| Deportivo Laferrere | 3 - 1 | San Martín de Burzaco | Rodney y Magnasco            | 5 de mayo |
| Brown de Adrogué    | 4 - 2 | General Belgrano      | Brown de Adrogué             | 5 de mayo |
| Defensa y Justicia  | 0 - 1 | Cañuelas              | Gral. Don José de San Martín | 5 de mayo |

| Defensa y Justicia    | 3 - 0 | Victoriano Arenas   | Gral. Don José de San Martín | 12 de mayo |
| Cañuelas              | 1 - 1 | Brown de Adrogué    | El Cajón                     | 12 de mayo |
| General Belgrano      | 2 - 7 | Deportivo Laferrere | Rodney y Magnasco            | 12 de mayo |
| San Martín de Burzaco | 0 - 1 | Yupanqui            | Francisco Boga               | 12 de mayo |
| Villa San Carlos      | 2 - 3 | Claypole            | Genacio Sálice               | 12 de mayo |

| Victoriano Arenas   | 1 - 8 | Villa San Carlos      | Saturnino Moure        | 19 de mayo |
| Claypole            | 2 - 0 | San Martín de Burzaco | César Luis Menotti     | 19 de mayo |
| Yupanqui            | 3 - 0 | General Belgrano      | Lacarra y Barros Pazos | 19 de mayo |
| Deportivo Laferrere | 2 - 0 | Cañuelas              | Rodney y Magnasco      | 19 de mayo |
| Brown de Adrogué    | 1 - 0 | Defensa y Justicia    | Brown de Adrogué       | 19 de mayo |

| Brown de Adrogué    | 6 - 0 | Victoriano Arenas     | Brown de Adrogué       | 25 de mayo |
| Deportivo Laferrere | 4 - 2 | Defensa y Justicia    | Rodney y Magnasco      | 25 de mayo |
| Yupanqui            | 2 - 0 | Cañuelas              | Lacarra y Barros Pazos | 25 de mayo |
| Claypole            | 4 - 0 | General Belgrano      | César Luis Menotti     | 25 de mayo |
| Villa San Carlos    | 4 - 1 | San Martín de Burzaco | Genacio Sálice         | 25 de mayo |

| Victoriano Arenas  | 4 - 3 | San Martín de Burzaco | Saturnino Moure              | 2 de junio |
| General Belgrano   | 4 - 3 | Villa San Carlos      | Rodney y Magnasco            | 2 de junio |
| Cañuelas           | 1 - 2 | Claypole              | El Cajón                     | 2 de junio |
| Defensa y Justicia | 0 - 0 | Yupanqui              | Gral. Don José de San Martín | 2 de junio |
| Brown de Adrogué   | 1 - 2 | Deportivo Laferrere   | Brown de Adrogué             | 2 de junio |

| Deportivo Laferrere   | 4 - 1 | Victoriano Arenas  | Rodney y Magnasco      | 9 de junio |
| Yupanqui              | 1 - 2 | Brown de Adrogué   | Lacarra y Barros Pazos | 9 de junio |
| Claypole              | 1 - 0 | Defensa y Justicia | César Luis Menotti     | 9 de junio |
| Villa San Carlos      | 0 - 2 | Cañuelas           | Genacio Sálice         | 9 de junio |
| San Martín de Burzaco | 6 - 2 | General Belgrano   | Francisco Boga         | 9 de junio |

| Victoriano Arenas   | 3 - 3 | General Belgrano      | Saturnino Moure              | 16 de junio |
| Cañuelas            | 2 - 0 | San Martín de Burzaco | El Cajón                     | 16 de junio |
| Defensa y Justicia  | 2 - 2 | Villa San Carlos      | Gral. Don José de San Martín | 16 de junio |
| Brown de Adrogué    | 0 - 1 | Claypole              | Brown de Adrogué             | 16 de junio |
| Deportivo Laferrere | 1 - 1 | Yupanqui              | Rodney y Magnasco            | 16 de junio |

| Yupanqui              | 1 - 0 | Victoriano Arenas   | Lacarra y Barros Pazos | 24 de junio |
| Claypole              | 3 - 1 | Deportivo Laferrere | César Luis Menotti     | 24 de junio |
| Villa San Carlos      | 3 - 2 | Brown de Adrogué    | Genacio Sálice         | 24 de junio |
| San Martín de Burzaco | 2 - 1 | Defensa y Justicia  | Francisco Boga         | 24 de junio |
| General Belgrano      | 2 - 8 | Cañuelas            | Rodney y Magnasco      | 24 de junio |

| Victoriano Arenas   | 0 - 3 | Cañuelas              | Saturnino Moure              | 30 de junio |
| Defensa y Justicia  | 7 - 0 | General Belgrano      | Gral. Don José de San Martín | 30 de junio |
| Brown de Adrogué    | 7 - 0 | San Martín de Burzaco | Brown de Adrogué             | 30 de junio |
| Deportivo Laferrere | 2 - 0 | Villa San Carlos      | Rodney y Magnasco            | 30 de junio |
| Yupanqui            | 1 - 0 | Claypole              | Lacarra y Barros Pazos       | 30 de junio |

| Claypole              | 5 - 1  | Victoriano Arenas   | César Luis Menotti | 7 de julio |
| Villa San Carlos      | 2 - 1  | Yupanqui            | Genacio Sálice     | 7 de julio |
| San Martín de Burzaco | 1 - 0  | Deportivo Laferrere | Francisco Boga     | 7 de julio |
| General Belgrano      | 0 - 10 | Brown de Adrogué    | Rodney y Magnasco  | 7 de julio |
| Cañuelas              | 1 - 1  | Defensa y Justicia  | El Cajón           | 7 de julio |

| Victoriano Arenas   | 0 - 2 | Defensa y Justicia    | Saturnino Moure        | 14 de julio |
| Brown de Adrogué    | 2 - 1 | Cañuelas              | Brown de Adrogué       | 14 de julio |
| Deportivo Laferrere | 9 - 0 | General Belgrano      | Rodney y Magnasco      | 14 de julio |
| Yupanqui            | 7 - 1 | San Martín de Burzaco | Lacarra y Barros Pazos | 14 de julio |
| Claypole            | 1 - 1 | Villa San Carlos      | César Luis Menotti     | 14 de julio |

| Villa San Carlos      | 4 - 1 | Victoriano Arenas   | Genacio Sálice               | 21 de julio |
| San Martín de Burzaco | 0 - 3 | Claypole            | Francisco Boga               | 21 de julio |
| General Belgrano      | 2 - 9 | Yupanqui            | Rodney y Magnasco            | 21 de julio |
| Cañuelas              | 1 - 1 | Deportivo Laferrere | El Cajón                     | 21 de julio |
| Defensa y Justicia    | 2 - 1 | Brown de Adrogué    | Gral. Don José de San Martín | 21 de julio |

## Ronda Final por el Ascenso
| Pos. | Equipo              | Pts. | PJ | PG | PE | PP | GF | GC | Dif. |
| ---- | ------------------- | ---- | -- | -- | -- | -- | -- | -- | ---- |
| 1.º  | San Miguel          | 26   | 14 | 12 | 2  | 0  | 36 | 11 | 25   |
| 2.º  | Brown de Adrogué    | 22   | 14 | 10 | 2  | 2  | 34 | 15 | 19   |
| 3.º  | Ituzaingó           | 20   | 14 | 9  | 2  | 3  | 26 | 18 | 8    |
| 4.º  | Ferrocarril Midland | 18   | 14 | 7  | 4  | 3  | 39 | 28 | 11   |
| 5.º  | Sacachispas         | 16   | 14 | 7  | 2  | 5  | 30 | 28 | 2    |
| 6.º  | Acassuso            | 16   | 14 | 8  | 0  | 6  | 26 | 29 | −3   |
| 7.º  | J.J. Urquiza        | 15   | 14 | 6  | 3  | 5  | 27 | 31 | −4   |
| 8.º  | Claypole            | 13   | 14 | 5  | 3  | 6  | 19 | 21 | −2   |
| 9.º  | Villa San Carlos    | 12   | 14 | 4  | 4  | 6  | 26 | 25 | 1    |
| 10.º | Juventud Unida      | 12   | 14 | 4  | 4  | 6  | 18 | 20 | −2   |
| 11.º | Fénix               | 10   | 14 | 3  | 4  | 7  | 20 | 28 | −8   |
| 12.º | Yupanqui            | 9    | 14 | 2  | 5  | 7  | 21 | 23 | −2   |
| 13.º | Deportivo Laferrere | 7    | 14 | 1  | 5  | 8  | 21 | 34 | −13  |
| 14.º | Liniers             | 7    | 14 | 2  | 3  | 9  | 16 | 30 | −14  |
| 15.º | Pilar               | 7    | 14 | 2  | 3  | 9  | 21 | 39 | −18  |

|  | Se consagró campeón y ascendió a la Primera C |

### Resultados
| Brown de Adrogué      | 2 - 0 | Ituzaingó        | Brown de Adrogué       | 25 de agosto |
| Deportivo Laferrere   | 1 - 3 | Sacachispas      | Rodney y Magnasco      | 25 de agosto |
| San Miguel            | 1 - 1 | Villa San Carlos | Malvinas Argentinas    | 25 de agosto |
| Justo José de Urquiza | 1 - 0 | Claypole         | Kelsey y Bonifacini    | 25 de agosto |
| Ferrocarril Midland   | 5 - 6 | Fénix            | Ciudad de Libertad     | 25 de agosto |
| Juventud Unida        | 6 - 2 | Acassuso         | Franco Muggeri         | 25 de agosto |
| Yupanqui              | 2 - 2 | Liniers          | Lacarra y Barros Pazos | 29 de agosto |

| Acassuso         | 2 - 5 | Ferrocarril Midland   | Italia y Moreno          | 1 de septiembre |
| Fénix            | 0 - 0 | Yupanqui              | Pampa y Miñones          | 1 de septiembre |
| Liniers          | 1 - 3 | Justo José de Urquiza | Francisco Urbano         | 1 de septiembre |
| Claypole         | 1 - 2 | San Miguel            | César Luis Menotti       | 1 de septiembre |
| Villa San Carlos | 0 - 1 | Deportivo Laferrere   | Genacio Sálice           | 1 de septiembre |
| Sacachispas      | 1 - 0 | Brown de Adrogué      | Lacarra y Barros Pazos   | 1 de septiembre |
| Ituzaingó        | 4 - 3 | Pilar                 | Pacheco y Mariano Acosta | 1 de septiembre |

| Pilar                 | 0 - 4 | Sacachispas      | Franco Muggeri         | 8 de septiembre |
| Brown de Adrogué      | 2 - 2 | Villa San Carlos | Brown de Adrogué       | 8 de septiembre |
| Deportivo Laferrere   | 1 - 1 | Claypole         | Rodney y Magnasco      | 8 de septiembre |
| San Miguel            | 2 - 1 | Liniers          | Malvinas Argentinas    | 8 de septiembre |
| Justo José de Urquiza | 0 - 4 | Fénix            | Kelsey y Bonifacini    | 8 de septiembre |
| Yupanqui              | 0 - 1 | Acassuso         | Lacarra y Barros Pazos | 8 de septiembre |
| Ferrocarril Midland   | 3 - 1 | Juventud Unida   | Ciudad de Libertad     | 8 de septiembre |

| Juventud Unida   | 0 - 3 | Yupanqui              | Franco Muggeri         | 15 de septiembre |
| Acassuso         | 2 - 0 | Justo José de Urquiza | Italia y Moreno        | 15 de septiembre |
| Fénix            | 0 - 1 | San Miguel            | Pampa y Miñones        | 15 de septiembre |
| Liniers          | 3 - 2 | Deportivo Laferrere   | Francisco Urbano       | 15 de septiembre |
| Claypole         | 2 - 3 | Brown de Adrogué      | César Luis Menotti     | 15 de septiembre |
| Villa San Carlos | 5 - 2 | Pilar                 | Genacio Sálice         | 15 de septiembre |
| Sacachispas      | 1 - 1 | Ituzaingó             | Lacarra y Barros Pazos | 15 de septiembre |

| Ituzaingó             | 4 - 2 | Villa San Carlos    | Pacheco y Mariano Acosta | 22 de septiembre |
| Pilar                 | 0 - 3 | Claypole            | Franco Muggeri           | 22 de septiembre |
| Brown de Adrogué      | 4 - 2 | Liniers             | Brown de Adrogué         | 22 de septiembre |
| Deportivo Laferrere   | 2 - 2 | Fénix               | Rodney y Magnasco        | 22 de septiembre |
| San Miguel            | 4 - 1 | Acassuso            | Malvinas Argentinas      | 22 de septiembre |
| Justo José de Urquiza | 2 - 2 | Juventud Unida      | Kelsey y Bonifacini      | 22 de septiembre |
| Yupanqui              | 2 - 2 | Ferrocarril Midland | Lacarra y Barros Pazos   | 22 de septiembre |

| Ferrocarril Midland | 4 - 2 | Justo José de Urquiza | Ciudad de Libertad       | 29 de septiembre |
| Juventud Unida      | 0 - 2 | San Miguel            | Franco Muggeri           | 29 de septiembre |
| Acassuso            | 3 - 2 | Deportivo Laferrere   | Italia y Moreno          | 29 de septiembre |
| Fénix               | 0 - 4 | Brown de Adrogué      | Pacheco y Mariano Acosta | 29 de septiembre |
| Liniers             | 2 - 2 | Pilar                 | Francisco Urbano         | 29 de septiembre |
| Claypole            | 1 - 2 | Ituzaingó             | César Luis Menotti       | 29 de septiembre |
| Villa San Carlos    | 2 - 3 | Sacachispas           | Genacio Sálice           | 29 de septiembre |

| Sacachispas           | 2 - 2 | Claypole            | Lacarra y Barros Pazos   | 6 de octubre |
| Ituzaingó             | 3 - 1 | Liniers             | Pacheco y Mariano Acosta | 6 de octubre |
| Pilar                 | 2 - 1 | Fénix               | Franco Muggeri           | 6 de octubre |
| Brown de Adrogué      | 2 - 1 | Acassuso            | Brown de Adrogué         | 6 de octubre |
| Deportivo Laferrere   | 1 - 3 | Juventud Unida      | Rodney y Magnasco        | 6 de octubre |
| San Miguel            | 5 - 2 | Ferrocarril Midland | Malvinas Argentinas      | 6 de octubre |
| Justo José de Urquiza | 2 - 1 | Yupanqui            | Kelsey y Bonifacini      | 6 de octubre |

| Yupanqui            | 1 - 2 | San Miguel          | Lacarra y Barros Pazos | 13 de octubre |
| Ferrocarril Midland | 0 - 0 | Deportivo Laferrere | Ciudad de Libertad     | 13 de octubre |
| Juventud Unida      | 0 - 1 | Brown de Adrogué    | Franco Muggeri         | 13 de octubre |
| Acassuso            | 1 - 0 | Pilar               | Italia y Moreno        | 13 de octubre |
| Fénix               | 0 - 1 | Ituzaingó           | Pampa y Miñones        | 13 de octubre |
| Liniers             | 1 - 0 | Sacachispas         | Francisco Urbano       | 13 de octubre |
| Claypole            | 2 - 1 | Villa San Carlos    | César Luis Menotti     | 13 de octubre |

| Villa San Carlos    | 3 - 0 | Liniers               | Genacio Sálice           | 20 de octubre |
| Sacachispas         | 3 - 1 | Fénix                 | Lacarra y Barros Pazos   | 20 de octubre |
| Ituzaingó           | 1 - 2 | Acassuso              | Pacheco y Mariano Acosta | 20 de octubre |
| Pilar               | 1 - 1 | Juventud Unida        | Franco Muggeri           | 20 de octubre |
| Brown de Adrogué    | 1 - 1 | Ferrocarril Midland   | Brown de Adrogué         | 20 de octubre |
| Deportivo Laferrere | 1 - 1 | Yupanqui              | Rodney y Magnasco        | 20 de octubre |
| San Miguel          | 1 - 1 | Justo José de Urquiza | Malvinas Argentinas      | 20 de octubre |

| Ferrocarril Midland   | 3 - 2 | Pilar               | Ciudad de Libertad     | 27 de octubre  |
| Juventud Unida        | 0 - 0 | Ituzaingó           | Franco Muggeri         | 27 de octubre  |
| Acassuso              | 4 - 2 | Sacachispas         | Italia y Moreno        | 27 de octubre  |
| Fénix                 | 1 - 1 | Villa San Carlos    | Pampa y Miñones        | 27 de octubre  |
| Justo José de Urquiza | 5 - 5 | Deportivo Laferrere | Kelsey y Bonifacini    | 3 de noviembre |
| Yupanqui              | 1 - 2 | Brown de Adrogué    | Lacarra y Barros Pazos | 3 de noviembre |
| Liniers               | 0 - 1 | Claypole            | Francisco Urbano       | 3 de noviembre |

| Claypole            | 2 - 3 | Fénix                 | César Luis Menotti       | 10 de noviembre |
| Villa San Carlos    | 4 - 1 | Acassuso              | Genacio Sálice           | 10 de noviembre |
| Sacachispas         | 4 - 0 | Juventud Unida        | Lacarra y Barros Pazos   | 10 de noviembre |
| Ituzaingó           | 2 - 1 | Ferrocarril Midland   | Pacheco y Mariano Acosta | 10 de noviembre |
| Pilar               | 2 - 2 | Yupanqui              | Franco Muggeri           | 10 de noviembre |
| Brown de Adrogué    | 3 - 1 | Justo José de Urquiza | Brown de Adrogué         | 10 de noviembre |
| Deportivo Laferrere | 0 - 1 | San Miguel            | Rodney y Magnasco        | 10 de noviembre |

| San Miguel            | 2 - 1 | Brown de Adrogué | Malvinas Argentinas    | 24 de noviembre |
| Justo José de Urquiza | 3 - 1 | Pilar            | Kelsey y Bonifacini    | 24 de noviembre |
| Yupanqui              | 0 - 2 | Ituzaingó        | Lacarra y Barros Pazos | 24 de noviembre |
| Ferrocarril Midland   | 5 - 2 | Sacachispas      | Ciudad de Libertad     | 24 de noviembre |
| Juventud Unida        | 0 - 1 | Villa San Carlos | Franco Muggeri         | 24 de noviembre |
| Acassuso              | 0 - 1 | Claypole         | Italia y Moreno        | 24 de noviembre |
| Fénix                 | 0 - 0 | Liniers          | Pampa y Miñones        | 24 de noviembre |

| Liniers          | 0 - 1 | Acassuso              | Francisco Urbano         | 1 de diciembre |
| Claypole         | 0 - 0 | Juventud Unida        | César Luis Menotti       | 1 de diciembre |
| Villa San Carlos | 0 - 0 | Ferrocarril Midland   | Genacio Sálice           | 1 de diciembre |
| Sacachispas      | 2 - 1 | Yupanqui              | Lacarra y Barros Pazos   | 1 de diciembre |
| Ituzaingó        | 4 - 0 | Justo José de Urquiza | Pacheco y Mariano Acosta | 1 de diciembre |
| Pilar            | 0 - 3 | San Miguel            | Franco Muggeri           | 1 de diciembre |
| Brown de Adrogué | 5 - 1 | Deportivo Laferrere   | Brown de Adrogué         | 1 de diciembre |

| Deportivo Laferrere   | 3 - 5 | Pilar            | Rodney y Magnasco      | 8 de diciembre  |
| San Miguel            | 4 - 0 | Ituzaingó        | Malvinas Argentinas    | 8 de diciembre  |
| Yupanqui              | 5 - 2 | Villa San Carlos | Lacarra y Barros Pazos | 8 de diciembre  |
| Ferrocarril Midland   | 4 - 0 | Claypole         | Ciudad de Libertad     | 8 de diciembre  |
| Juventud Unida        | 3 - 0 | Liniers          | Franco Muggeri         | 8 de diciembre  |
| Acassuso              | 5 - 2 | Fénix            | Italia y Moreno        | 22 de diciembre |
| Justo José de Urquiza | 4 - 1 | Sacachispas      | Kelsey y Bonifacini    | 22 de diciembre |

| Fénix            | 0 - 2 | Juventud Unida        | Pampa y Miñones          | 15 de diciembre |
| Liniers          | 3 - 4 | Ferrocarril Midland   | Francisco Urbano         | 15 de diciembre |
| Claypole         | 3 - 2 | Yupanqui              | César Luis Menotti       | 15 de diciembre |
| Villa San Carlos | 2 - 3 | Justo José de Urquiza | Genacio Sálice           | 15 de diciembre |
| Sacachispas      | 2 - 6 | San Miguel            | Lacarra y Barros Pazos   | 15 de diciembre |
| Ituzaingó        | 2 - 1 | Deportivo Laferrere   | Pacheco y Mariano Acosta | 15 de diciembre |
| Pilar            | 1 - 4 | Brown de Adrogué      | Franco Muggeri           | 15 de diciembre |